# حلف قبلي

الحلف القبلي هو أنَّ القبائل تشبه الدول، فهي أنماط ودرجات، فمنها قبائل قوية تعتمد على نفسها في الدفاع عن كيانها، ومنها قبائل أقل من هذه القبائل شأناً وقوة فتتحالف مع غيرها لكي تكون محصنة وتذب عن نفسها الخطر. وهناك، أيضاً، بطون قبائل منفصلة عن القبيلة الأم فلا تتمكن من العيش وحدها، فتتحالف مع غيرها من القبائل أو البطون الأقوى منها، فتندمج معها، وتصبح كأنها منها بمرور الزمن.
وتحالف القبائل وتكتلها راجع إلى عوامل المصلحة والمنافع لكل قبيلة أو جزء منها، وتتغير تلك التحالفات بتغير المصالح والظروف، فتتولد تبعاً لذلك أحلاف لم تكن موجودة وتموت أحلاف كانت قائمة، ولهذا التغير فعل قوي في تكوين الأنساب ونشوئها؛ إذ تتبدل وتتغير الأنساب تبعاً لتغير الأحلاف والتكتلات القبلية. ومن ناحية أخرى، لكل قبيلة جد تنتمي إليه وتفاخر به، وقد يكون هذا الجد، جداً حقيقياً (أي إنسان) تُنسب إليه القبيلة وتعرف باسمه، وقد يكون جد غير حقيقي (أي رمزي)، كأن يكون اسم حلف، أو يكون اسم موضع (اسم مكان)، أو يكون اسم إله عبدته، أو يكون اسم أم القبيلة، مثل: باهلة وبجيلة وجديلة وجميلة وغيرهم. والثابت بالمراجع إنَّ كثيرًا من القبائل المعاصرة هي في الأصل تحالفات وتجمعات قبلية اتخذت لها اسماً جديداً اتفق عليه المتحالفون، كأن تتخذ القبيلة المعاصرة اسم البطن الرئيسي في التحالف كأسم لها.

## أشهر التحالفات القبلية
- حلف قبيلتي المناصير وبنو ياس.
- قبائل أل كثير همدان والعوامر والجوابر في حلف الشنافر في اليمن.
- تحالف قبائل بنير في محافظة البيضاء اليمن.

قد تتخذ القبيلة المعاصرة اسمًا يدل على التحالف والتعاقد والتآزر، مثل اسم قبيلة المنتفق الذي يدل على (الاتفاق). أو قد يكون الاسم مشتق من اسم مكان ما، مثل قبيلة الحياليون المشتق من منطقة اسمها (حيال). أو قد يكون اسم التحالف القبلي مستمد من اسم فعل معين، مثل قبيلة الجوارين المأخوذ من التجاور أو المجاورة. ويترتب على ذلك أنه لا يمكن رفع نسب القبيلة الناشئة من تحالف قبلي إلى قبيلة من قبائل العرب. وأيضاً في الغالب يختقي النسب الحقيقي للبطون الداخلة في التحالف القبلي ويكتفى فقط بالانتساب للقبيلة الجديدة، لذلك نجد مراجع الأنساب الحديثة تتضارب أقوالها بشأن نسب كثير من البطون المعدودة من قبيلة معاصرة معينة، فمثلاً نجد العزاوي (في عشائر العراق) يقول ان عشيرة (البدور) من عشائر الأجود في العراق، ويقال أنهم بالأصل من قبيلة عنزة المعروفة.
ويقول حمزة (في كتاب قلب جزيرة العرب) أنه من الصعوبة بمكان أن يتمكن الباحث من الوقوف على أصول جميع القبائل العربية الموجودة بوقتنا الحاضر؛ بسبب ضياع الكثير مما كتبه الأقدمون عن الأنساب، وفقدان حلقات عديدة من سلسلة الانساب في أيام ضعف وتفكك الدولة العربية والإسلامية. ويضيف حمزة أنه من العسير إرجاع فروع القبائل الحالية (الحاضرة) إلى أصولها القديمة بسبب تحول القبائل عن أسمائها الأصلية إلى أسماء جديدة، أو بسبب أتساع الفروع وصيرورتها قبائل مشهورة أكثر من القبيلة الأم (الأصلية)، أو بسبب اشتهار القبيلة باسم أميرها فيغلب اسمه بمرور الزمن على اسم القبيلة الأصلي، أو بسبب دخول بطون القبيلة بتحالفات قبلية مع عشائر أو بطون أخرى. وقبائل بجيلة المعاصرة (الحاضرة) كثيرة ومنتشرة في الوطن العربي والإسلامي، لكنهم في الوقت الحاضر يشتهرون بأسماء مأخوذة من أحد بطون أو فروع القبيلة بسبب قدم القبيلة وعراقتها.
فمثلاً من قبائل بجيلة المعاصرة في جزيرة العرب: قبيلة بني مالك في الحجاز، والطائف وجيرانهم بني الحارث وبني ذبيان وبني بجالة التي منها فرقة البُجلان (بني بجالة) في المملكة السعودية والكويت، والعقابات في العراق، وهناك غيرهم في اليمن وغيرها.